# Jazzhattan Suite
Jazzhattan Suite è un album di Oliver Nelson (a nome della Jazz Interactions Orchestra), pubblicato dalla Verve Records nel 1968. Il disco fu registrato a New York (Stati Uniti) nelle date indicate nella lista tracce.

## Tracce
Musiche composte da Oliver Nelson
Lato A
1. A Typical Day in New York – 4:43 – Registrato il 14 novembre 1967
2. The East Side/The West Side – 4:10 – Registrato il 13 novembre 1967
3. 125th and 7th Avenue – 6:35 – Registrato il 13 novembre 1967

Lato B
1. A Penthouse Dawn – 3:05 – Registrato il 13 novembre 1967
2. One for Duke – 5:20 – Registrato il 13 novembre 1967
3. Complex City – 6:07 – Registrato il 13 novembre 1967

## Musicisti
- Oliver Nelson - arrangiamenti, composizioni musicali
- Joe Newman - tromba, conduttore musicale
- Burt Collins - tromba
- Ray Copeland - tromba
- Ernie Royal - tromba
- Marvin Stamm - tromba
- Wayne Andre - trombone
- Jimmy Cleveland - trombone
- Paul Faulise - trombone
- Benny Powell - trombone
- Ray Alonge - corno francese
- Jim Buffington - corno francese
- Don Butterfield - tuba
- George Marge - sassofono alto, flauto
- Phil Woods - sassofono alto, flauto
- Jerry Dodgion - sassofono tenore
- Zoot Sims - sassofono tenore
- Danny Bank - sassofono baritono, clarinetto basso, flauto
- Patti Bown - pianoforte
- Ron Carter - contrabbasso
- George Duvivier - contrabbasso
- Ed Shaughnessy - batteria
- Bobby Rosengarden - percussioni